# Fumihito de Akishino
Fumihito, príncipe Akishino, príncipe heredero de Japón (秋篠宮文仁親王 Akishino-no-miya Fumihito Shinnō?,  Tokio, 30 de noviembre de 1965) es el hermano del emperador Naruhito, segundo hijo del 
emperador emérito Akihito y príncipe heredero de la familia imperial japonesa, siendo desde la abdicación de su padre y la subida al trono de su hermano, el primero en línea de sucesión al trono.

## Biografía
Durante su infancia en la familia imperial su título fue príncipe Aya.
Su título histórico es Shin-no (rey superior). Es el cabeza de familia imperial Akishino, el padre de Hisahito y el sucesor de la caligrafía japonesa de la escuela Arisugawa. 
Su títulación académica es la de doctor en ciencias. También es doctor honoris causa de seis universidades de varios países y presidente honorario de WWF (World Wide Fund for Nature) Japón.
El 8 de noviembre de 2020, se hizo oficial su nombramiento como príncipe heredero del Trono del Crisantemo.

## Hijos
El príncipe y la princesa Kiko de Akishino tienen dos hijas y un hijo:
- Mako Komuro (小室眞子?   , nació el 23 de octubre de 1991).
- Princesa Kako de Akishino (佳子内親王?   , nació el 29 de diciembre de 1994).
- Príncipe Hisahito de Akishino (悠仁親王?   , nació el 6 de septiembre de 2006).

## Títulos y tratamientos
| ● 30 de noviembre de 1965-29 de junio de 1990: | Su alteza imperial el príncipe Aya                        |
| ● 29 de junio de 1990-1 de mayo de 2019:       | Su alteza imperial el príncipe Akishino                   |
| ● 1 de mayo de 2019-presente:                  | Su alteza imperial el príncipe heredero Akishino de Japón |

## Distinciones honoríficas

Escudo con la Gran Cruz de la Orden de Isabel la Católica

### Distinciones honoríficas japonesas
- Caballero gran cordón de la Suprema Orden del Crisantemo (30/11/1985).[2]

### Distinciones honoríficas extranjeras
- Caballero gran cruz de la Orden al Mérito de la República Italiana (República Italiana, 12/04/1998).[3]
- Comandante gran cruz de la Orden de la Estrella Polar (Reino de Suecia, 26/03/2007).
- Caballero gran cruz de la Orden de Isabel la Católica (Reino de España, 08/11/2008).[4]
- Caballero gran cruz de la Orden El Sol del Perú (República del Perú, 27/01/2014).[5]
- Caballero gran cruz de la Orden de la Corona (Reino de los Países Bajos, 29/10/2014).[6]
- Caballero gran cruz de la Orden de la Corona (Reino de Bélgica, 11/10/2016).[7]
- Caballero Gran Cruz de la Orden de Adolfo de Nassau (Gran Ducado de Luxemburgo, 27/11/2017).[8]
- Miembro de la Orden Nacional del Mérito (República del Paraguay, 05/10/2021).[9]

## Ancestros
|  |                                               |  |  |  |  |  |  |  |  |  |  |  |  |  |  |  |
|  | 8. Emperador Taishō                           |  |  |  |  |  |  |  |  |  |  |  |  |  |  |  |
|  |                                               |  |  |  |  |  |  |  |  |  |  |  |  |  |  |  |
|  |                                               |  |  |  |  |  |  |  |  |  |  |  |  |  |  |  |
|  | 4. Emperador Shōwa                            |  |  |  |  |  |  |  |  |  |  |  |  |  |  |  |
|  |                                               |  |  |  |  |  |  |  |  |  |  |  |  |  |  |  |
|  |                                               |  |  |  |  |  |  |  |  |  |  |  |  |  |  |  |
|  | 9. Princesa Sadako Kujō del Clan Fujiwara     |  |  |  |  |  |  |  |  |  |  |  |  |  |  |  |
|  |                                               |  |  |  |  |  |  |  |  |  |  |  |  |  |  |  |
|  |                                               |  |  |  |  |  |  |  |  |  |  |  |  |  |  |  |
|  | 2. Akihito, Emperador de Japón                |  |  |  |  |  |  |  |  |  |  |  |  |  |  |  |
|  |                                               |  |  |  |  |  |  |  |  |  |  |  |  |  |  |  |
|  |                                               |  |  |  |  |  |  |  |  |  |  |  |  |  |  |  |
|  | 10. Kuniyoshi, II Príncipe Imperial Kuni      |  |  |  |  |  |  |  |  |  |  |  |  |  |  |  |
|  |                                               |  |  |  |  |  |  |  |  |  |  |  |  |  |  |  |
|  |                                               |  |  |  |  |  |  |  |  |  |  |  |  |  |  |  |
|  | 5. Princesa Nagako Kuni                       |  |  |  |  |  |  |  |  |  |  |  |  |  |  |  |
|  |                                               |  |  |  |  |  |  |  |  |  |  |  |  |  |  |  |
|  |                                               |  |  |  |  |  |  |  |  |  |  |  |  |  |  |  |
|  | 11. Princesa Shimazu Chikako del Clan Satsuma |  |  |  |  |  |  |  |  |  |  |  |  |  |  |  |
|  |                                               |  |  |  |  |  |  |  |  |  |  |  |  |  |  |  |
|  |                                               |  |  |  |  |  |  |  |  |  |  |  |  |  |  |  |
|  | 1. Fumihito, Príncipe Akishino                |  |  |  |  |  |  |  |  |  |  |  |  |  |  |  |
|  |                                               |  |  |  |  |  |  |  |  |  |  |  |  |  |  |  |
|  |                                               |  |  |  |  |  |  |  |  |  |  |  |  |  |  |  |
|  | 12. Teiichirō Shōda                           |  |  |  |  |  |  |  |  |  |  |  |  |  |  |  |
|  |                                               |  |  |  |  |  |  |  |  |  |  |  |  |  |  |  |
|  |                                               |  |  |  |  |  |  |  |  |  |  |  |  |  |  |  |
|  | 6. Hidesaburō Shōda                           |  |  |  |  |  |  |  |  |  |  |  |  |  |  |  |
|  |                                               |  |  |  |  |  |  |  |  |  |  |  |  |  |  |  |
|  |                                               |  |  |  |  |  |  |  |  |  |  |  |  |  |  |  |
|  | 13. Kinu                                      |  |  |  |  |  |  |  |  |  |  |  |  |  |  |  |
|  |                                               |  |  |  |  |  |  |  |  |  |  |  |  |  |  |  |
|  |                                               |  |  |  |  |  |  |  |  |  |  |  |  |  |  |  |
|  | 3. Michiko Shōda                              |  |  |  |  |  |  |  |  |  |  |  |  |  |  |  |
|  |                                               |  |  |  |  |  |  |  |  |  |  |  |  |  |  |  |
|  |                                               |  |  |  |  |  |  |  |  |  |  |  |  |  |  |  |
|  | 14. Tsunatake Soejima                         |  |  |  |  |  |  |  |  |  |  |  |  |  |  |  |
|  |                                               |  |  |  |  |  |  |  |  |  |  |  |  |  |  |  |
|  |                                               |  |  |  |  |  |  |  |  |  |  |  |  |  |  |  |
|  | 7. Fumiko Soejima                             |  |  |  |  |  |  |  |  |  |  |  |  |  |  |  |
|  |                                               |  |  |  |  |  |  |  |  |  |  |  |  |  |  |  |
|  |                                               |  |  |  |  |  |  |  |  |  |  |  |  |  |  |  |
|  | 15. Aya                                       |  |  |  |  |  |  |  |  |  |  |  |  |  |  |  |
|  |                                               |  |  |  |  |  |  |  |  |  |  |  |  |  |  |  |
|  |                                               |  |  |  |  |  |  |  |  |  |  |  |  |  |  |  |